# Lill-Vitbergstjärnen
Lill-Vitbergstjärnen är en sjö i Bräcke kommun i Jämtland och ingår i Indalsälvens huvudavrinningsområde.